# Ralph Flanagan
Ralph Flanagan (n. 14 decembrie 1918, Los Alamitos⁠(d), California, SUA – d. 8 februarie 1988, Los Alamitos⁠(d), California, SUA) a fost un înotător ce a reprezentat Statele Unite ale Americii, medaliat olimpic. A participat la o ediție a Jocurilor Olimpice (1936) în care a câștigat două medalii de argint.